# Казалмајоко
Казалмајоко (итал. Casalmaiocco) је насеље у Италији у округу Лоди, региону Ломбардија.
Према процени из 2011. у насељу је живело 2294 становника. Насеље се налази на надморској висини од 89 м.

## Становништво
| 1936. | 1951. | 1961. | 1971. | 1981. | 1991. | 2001. | 2011. |
| ----- | ----- | ----- | ----- | ----- | ----- | ----- | ----- |
| 884   | 985   | 903   | 948   | 1.261 | 1.683 | 2.438 | 3.069 |